# Les Chants Magnétiques
Les Chants Magnétiques (anche riportato con il titolo in lingua inglese Magnetic Fields) è il quarto album in studio del musicista francese Jean-Michel Jarre, pubblicato nel 1981.

## Il disco
Magnetic Fields è il primo album di Jarre eseguito utilizzando anche strumentazione digitale, anziché solo analogica come nei precedenti lavori.

### Storia
L'album è uno dei primi nella storia della musica ad usare campionamenti di suoni naturali e segnò l'inizio del cambiamento di sonorità di Jarre, cambiamento che verrà confermato nei successivi album. Per la sua realizzazione Jarre è stato parzialmente ispirato da lavori di Andy Warhol e dalla riproducibilità dei suoni digitali.
Il primo lungo brano consiste in 3 differenti movimenti, il secondo dei quali presenta sonorità sperimentali, anticipando quello stile che contraddistinguerà il successivo lavoro di Jarre, Zoolook.
Ha raggiunto la sesta posizione nella classifica britannica e la 98ª in quella americana
Un estratto di Part I è stato utilizzato come segnale di intervallo in una Numbers station. Lo stesso estratto è stato utilizzato nel telefilm americano Bare Essence. Il brano Part IV è stato inserito in alcuni videogiochi prodotti negli anni '80 dalla Konami, tra cui il più noto è Yie Ar Kung-Fu. Un estratto di Part II è stato utilizzato come prima sigla per la rubrica Appuntamento al cinema della Rai dal 1981 al 1986.

### Titolo
L'album ha il suo titolo ufficiale sia in francese sia in inglese. Il titolo francese, Les Chants Magnétiques, è un gioco di parole, poiché in francese le parole Champs (campi) e Chants (canzoni) si pronunciano allo stesso modo. Il gioco di parole non funziona però in inglese, dove le parole si traducono in Songs per canzoni e Fields per Campi, che alla fine è stato scelto come titolo.

## Tracce
1. Les Chants Magnétiques Part I – 17:54
2. Les Chants Magnétiques Part II – 3:59
3. Les Chants Magnétiques Part III – 4:15
4. Les Chants Magnétiques Part IV – 6:18
5. Les Chants Magnétiques Part V  (La Dernière Rumba) – 3:30

## Musicisti
- Jean-Michel Jarre: ARP 2600, Electro-Harmonix, Echoflanger, Elka 707, Eminent 310U, EMS Synthi AKS, EMS Vocoder 1000, Fairlight CMI, Korg KR 55, Korg VC-10, MDB polysequencer, Moog Taurus Pedal Synthesizer, Oberheim OB-X, EMS Synthi VCS3